# Mistrzostwa Świata w Piłce Nożnej 2022 (eliminacje strefy UEFA)/Baraże
Baraże do Mistrzostw Świata w Piłce Nożnej 2022 w strefie UEFA rozegrane były systemem pucharowym. Brało w nich udział osiem najlepszych drużyn z drugich miejsc grupowych fazy zasadniczej. Drużyny zajmujące drugie miejsca w swoich grupach miały odliczone punkty zdobyte w meczach z drużynami z ostatnich miejsc w swoich grupach.
W barażach o mundial grało dziesięć drużyn z drugich miejsc oraz dwaj zwycięzcy grup Ligi Narodów 2020/2021, którzy nie awansowali do turnieju bezpośrednio z pierwszego miejsca w grupie. Baraże rozgrywane były systemem pucharowym. Sześć drużyn, które uzyskały najlepsze wyniki w eliminacjach było rozstawionych, przy czym kolejność rozstawienia w drabince pucharowej była losowa, zaś w wynikach reprezentacji z grup z udziałem 6 drużyn pomijane były wyniki meczów przeciwko drużynom z ostatniego miejsca w grupie. Do nich zostały dolosowane pozostałe zespoły z dwunastki. W ten sposób wyznaczone zostały pary pierwszej rundy oraz możliwe pary drugiej rundy. W każdej rundzie o zwycięstwie decydował tylko jeden mecz. W pierwszej rundzie był on rozegrany na terenie drużyny rozstawionej, a w drugiej rundzie miejsca spotkań zostały wylosowane. Losowanie baraży odbyło się 26 listopada 2021 roku.
Tak więc w wyniku rozstawienia i losowań powstały trzy grupy po cztery zespoły tworzące trzy ścieżki dojścia do turnieju finałowego w Katarze. W każdej grupie odbywały się dwa mecze półfinałowe (pierwszej rundy) i jeden mecz finałowy (drugiej rundy). Mecze półfinałowe odbyły się 24-25 marca, a mecze finałowe 28-29 marca 2022 roku (z powodu inwazji Rosji na Ukrainę mecze barażowe z udziałem kadry narodowej Ukrainy odbyły się dopiero w czerwcu).

## Drużyny

### Klasyfikacja drużyn z drugich miejsc
| Lp. | Drużyna            | M | Mecze | Mecze | Mecze | Bramki | Bramki | Bramki | Pkt |
| Lp. | Drużyna            | M | W     | R     | P     | +      | −      | +/−    | Pkt |
| --- | ------------------ | - | ----- | ----- | ----- | ------ | ------ | ------ | --- |
| 1.  | Portugalia         | 8 | 5     | 2     | 1     | 17     | 6      | +11    | 17  |
| 2.  | Szkocja            | 8 | 5     | 2     | 1     | 14     | 7      | +7     | 17  |
| 3.  | Włochy             | 8 | 4     | 4     | 0     | 13     | 2      | +11    | 16  |
| 4.  | Rosja              | 8 | 5     | 1     | 2     | 14     | 5      | +9     | 16  |
| 5.  | Szwecja            | 8 | 5     | 0     | 3     | 12     | 6      | +6     | 15  |
| 6.  | Walia              | 8 | 4     | 3     | 1     | 14     | 9      | +5     | 15  |
| 7.  | Turcja             | 8 | 4     | 3     | 1     | 18     | 16     | +2     | 15  |
| 8.  | Polska             | 8 | 4     | 2     | 2     | 18     | 10     | +8     | 14  |
| 9.  | Macedonia Północna | 8 | 3     | 3     | 2     | 14     | 11     | +3     | 12  |
| 10. | Ukraina            | 8 | 2     | 6     | 0     | 11     | 8      | +3     | 12  |

### Ranking zwycięzców grup Ligi Narodów
| Dywizja A |             |
| złoto     | Francja     |
| srebro    | Hiszpania   |
| brąz      | Włochy      |
| 4.        | Belgia      |
| Dywizja B |             |
| 17.       | Walia       |
| 18.       | Austria     |
| 19.       | Czechy      |
| 20.       | Węgry       |
| Dywizja C |             |
| 33.       | Słowenia    |
| 34.       | Czarnogóra  |
| 35.       | Albania     |
| 36.       | Armenia     |
| Dywizja D |             |
| 49.       | Gibraltar   |
| 50.       | Wyspy Owcze |

## Podział na koszyki
| Koszyk 1                                                              | Koszyk 2                                                                                 |
| --------------------------------------------------------------------- | ---------------------------------------------------------------------------------------- |
| Portugalia (1) Szkocja (2) Włochy (3) Rosja (4) Szwecja (5) Walia (6) | Turcja (7) Polska (8) Macedonia Północna (9) Ukraina (10) Austria (NL-18) Czechy (NL-19) |

## Ścieżka A

### Drabinka
|  | Półfinały      | Półfinały |                |   | Finał | Finał |
|  |                |           |                |   |       |       |
|  | 24 marca 2022  |           |                |   |       |       |
|  |                |           |                |   |       |       |
|  | Walia          | 2         |                |   |       |       |
|  | Walia          | 2         | 5 czerwca 2022 |   |       |       |
|  | Austria        | 1         |                |   |       |       |
|  | Austria        | 1         | Walia          | 1 |       |       |
|  | 1 czerwca 2022 |           | Walia          | 1 |       |       |
|  |                | Ukraina   | 0              |   |       |       |
|  | Szkocja        | Ukraina   | 0              | 1 |       |       |
|  | Szkocja        |           |                | 1 |       |       |
|  | Ukraina        | 3         |                |   |       |       |
|  | Ukraina        | 3         |                |   |       |       |

### Półfinały
| 24 marca 2022 20:45 CET | Walia · Bale 25', 51' | 2:1(1:0)Raport | Austria · 65' (sam.) B. Davies | Cardiff City Stadium, Cardiff Widzów: 32 053 Sędzia: Szymon Marciniak |
|                         |                       |                |                                |                                                                       |

| 1 czerwca 2022 20:45 CEST | Szkocja · McGregor 79' | 1:3(0:1)Raport | Ukraina · 33' Jarmołenko · 49' Jaremczuk · 90+5' Dowbyk | Hampden Park, Glasgow Widzów: 49 772 Sędzia: Danny Makkelie |
|                           |                        |                |                                                         |                                                             |

### Finał
| 5 czerwca 2022 18:00 CEST | Walia · Jarmołenko 34' (sam.) | 1:0(1:0)Raport | Ukraina | Cardiff City Stadium, Cardiff Widzów: 32 660 Sędzia: Antonio Mateu Lahoz |
|                           |                               |                |         |                                                                          |

## Ścieżka B
Po rosyjskiej inwazji na Ukrainę, 24 lutego reprezentacje Czech, Polski i Szwecji ogłosiły niechęć do rozgrywania jakichkolwiek meczów na terytorium Federacji Rosyjskiej. Następnego dnia Komitet Wykonawczy UEFA zawiesił rozgrywanie meczów w Rosji, chociaż decyzja ta nie dotyczy kwalifikacji do Mistrzostw Świata, które podlegają jurysdykcji FIFA. 26 lutego Polska i Szwecja ogłosiły odmowę rozgrywania jakichkolwiek meczów z Rosją, niezależnie od lokalizacji. Dzień później Czechy również ogłosiły, że odmówią gry z Rosją. Tego samego dnia FIFA ogłosiła, że Rosja musi rywalizować pod nazwą „Rosyjska Unia Futbolu” (RFU), bez swojej flagi i hymnu i musi rozgrywać swoje „domowe” mecze na neutralnym terytorium bez widzów. FIFA ogłosiła również, że będzie kontynuować przegląd sytuacji w celu ustalenia wszelkich dodatkowych środków lub sankcji, w tym potencjalnego wykluczenia z rozgrywek. Po ogłoszeniu prezesi Szwedzkiego Związku Piłki Nożnej Karl-Erik Nilsson oraz PZPN Cezary Kulesza podtrzymali wcześniejszą decyzję, by nie rozgrywać meczu z rosyjską drużyną. 28 lutego FIFA i UEFA zawiesiły rosyjskie kluby i reprezentacje we wszystkich rozgrywkach. 9 marca FIFA zdecydowała o przyznaniu walkoweru na korzyść reprezentacji Polski.

### Drabinka
|  | Półfinały     | Półfinały |        |   | Finał | Finał |
|  |               |           |        |   |       |       |
|  | 24 marca 2022 |           |        |   |       |       |
|  |               |           |        |   |       |       |
|  | Rosja         |           |        |   |       |       |
|  | 29 marca 2022 |           |        |   |       |       |
|  | Polska        | wo.       |        |   |       |       |
|  | Polska        | wo.       | Polska | 2 |       |       |
|  | 24 marca 2022 |           | Polska | 2 |       |       |
|  |               | Szwecja   | 0      |   |       |       |
|  | Szwecja       | Szwecja   | 0      | 1 |       |       |
|  | Szwecja       |           |        | 1 |       |       |
|  | Czechy        | 0         |        |   |       |       |
|  | Czechy        | 0         |        |   |       |       |

### Półfinały
| 24 marca 2022 18:00 CET | Rosja | wo. | Polska | VTB Arena, Moskwa |
|                         |       |     |        |                   |

| 24 marca 2022 20:45 CET | Szwecja · Quaison 110' | 1:0 (dogr.)(0:0, 0:0, 0:0)Raport | Czechy | Friends Arena, Solna Widzów: 48 628 Sędzia: Michael Oliver |
|                         |                        |                                  |        |                                                            |

### Finał
| 29 marca 2022 20:45 CEST | Polska · Lewandowski 49' (k.) · Zieliński 73' | 2:0(0:0)Raport | Szwecja | Stadion Śląski, Chorzów Widzów: 54 078 Sędzia: Daniele Orsato |
|                          |                                               |                |         |                                                               |

## Ścieżka C

### Drabinka
|  | Półfinały          | Półfinały          |               |   | Finał | Finał |
|  |                    |                    |               |   |       |       |
|  | 24 marca 2022      |                    |               |   |       |       |
|  |                    |                    |               |   |       |       |
|  | Włochy             | 0                  |               |   |       |       |
|  | Włochy             | 0                  | 29 marca 2022 |   |       |       |
|  | Macedonia Północna | 1                  |               |   |       |       |
|  | Macedonia Północna | 1                  | Portugalia    | 2 |       |       |
|  | 24 marca 2022      |                    | Portugalia    | 2 |       |       |
|  |                    | Macedonia Północna | 0             |   |       |       |
|  | Portugalia         | Macedonia Północna | 0             | 3 |       |       |
|  | Portugalia         |                    |               | 3 |       |       |
|  | Turcja             | 1                  |               |   |       |       |
|  | Turcja             | 1                  |               |   |       |       |

### Półfinały
| 24 marca 2022 20:45 CET | Włochy | 0:1(0:0)Raport | Macedonia Północna · 90+2' Trajkowski | Stadio Renzo Barbera, Palermo Widzów: 34 129 Sędzia: Clément Turpin |
|                         |        |                |                                       |                                                                     |

| 24 marca 2022 20:45 CET | Portugalia · Otávio 15' · Jota 42' · Nunes 90+4' | 3:1(2:0)Raport | Turcja · 65' Yılmaz | Estádio do Dragão, Porto Widzów: 48 010 Sędzia: Daniel Siebert |
|                         |                                                  |                |                     |                                                                |

### Finał
| 29 marca 2022 20:45 CEST | Portugalia · Fernandes 32', 65' | 2:0(1:0)Raport | Macedonia Północna | Estádio do Dragão, Porto Widzów: 48 010 Sędzia: Anthony Taylor |
|                          |                                 |                |                    |                                                                |